# 搾取
搾取（さくしゅ、英語: exploitation）とは、第一義的には動物の乳や草木、果実の汁などをしぼりとることを意味する言葉である。
しかしその意味から転じて第二義的に、「性的搾取」や｢中間搾取｣などの慣用的な例に見られるように、他人に帰属すべき権利や利得を不正に侵害したり取得することや、優越的立場を濫用し他人を使役して不当な利益を得ること、労働者を必要労働時間以上に働かせ、そこから発生する剰余労働の生産物を無償で取得する非倫理的行為を表すためにも日常的に用いられる。
一般的には、人を自分本位に、または非倫理的に利用することを言う。
なお、これらの行為を指して「中抜き」という場合はピンハネを、類語として丸投げを参照。

## 搾取理論の歴史
搾取は、不公正な経済交換という形をとるが、交換の公正原則を特定する試みは、アリストテレスにさかのぼる。アリストテレスは、公正な交換は、交換される財の価値が比例するような一種の互恵性を体現すると『ニコマコス倫理学』で主張した。しかし、比例という概念は直感的には魅力的だが、やや不明である。
カトリック教会では、利息を取ることは罪であり、「高利貸し」は禁止された。スコラ学では、金銭の貸し出しに伴う利子は、貸し手が借り手に与えた以上のものを返してもらうという不公平な交換であるとされた。
しかし、トマス・アクィナスは、"物をその価値以上の値段で売ることは合法か "という問いに答えて、詐欺や独占を利用して過剰な価格は不当であるが、徳を達成するために利益を求めることは正当であり、ある財を買った値段よりも高く売ること、利益を得るために十分な値段をつけること、リスクや損失の回避も、本質的に罪深いことではなく、市場価格は正当な価格であるとする。ただし、アクィナスは、借り手が必要に迫られて借金をし、その結果、交換への同意が完全に任意ではないことを懸念してもいる。
自然法学者のジョン・ロックも、正当な価格とは販売する場所での市場価格に相当するものと考えた。ロックは、市場での正当な価格は相対性を持ち、たとえば、商人が飢饉に近い都市に通常の状況の都市よりも高い価格でトウモロコシを販売しても不当とは言えないと主張した。商人が高い価格をつけなくとも、投機家がそれを買えば利益が渡るだけであるし、商人が市場で損失をカバーできなければ、商取引を行う者はいなくなる。しかし、ロックは、通常100ポンドの錨を、遭難した船長に5000ポンドで販売することは不当（搾取的）で、特に困っている人に、商品を一般市場価格よりも高い値段で販売することは不公正だとした。ロックにとって公正な価格とは、緊急事態や、特定の買い手や売り手の弱みによって決定されるものではなく、需要と供給の一般的動向によって決定される市場価格である。
リカード派社会主義者トーマス・ホジスキンは、ロックと同様に、財産権は自然権であり、個人は、自らの生産物を自らの個別の使用と享受のために所有し、その全体を自由に処分する権利を有し、労働者は生産したものの価値をすべて享受する権利があると主張した。しかし、征服や窃盗に起源を持ち、政府を通してその場に定着させた、立法権力にすぎない人工的な財産権も存在し、国家は財産の自然権を抑圧する一方で、人工的な財産権を優先させることがしばしばで、国家は搾取機関であり、搾取を終わらせるためには、国家の力を大幅に制限し、財産の自然権を強化すべきだと主張した。
リカード社会主義者ジョン・ブレイは、搾取をなくすには、すべての人が平等に生産手段にアクセスできるようにし、それによって労働価値説に基づく平等な交換システムを主張した。ホジキンと実業家たちが資本主義を国家的干渉から浄化しようとしたのに対し、ブレイとその仲間の社会主義者たちは、資本主義の完全な排除を目指した。
ボワギルベール、シスモンディなどのフランス古典派経済学にとって、社会は生産的労働者と非生産的な寄生階級に分かれていた。生産的労働者には、肉体労働者だけでなく、財を他のものより有用にするために働くすべての者、起業家や資本家も包含すると理解された。これに対して、軍隊、政府、聖職者などは価値を消費するが生産しない非生産的階級とみなされた。シャルル・コンテやジャン＝バティスト・セイによれば、非生産的階級は、政府の強制力を利用して生産的階級から資源を強制的に引き出すことによって、自己を維持する。税や関税はそのような搾取・略奪の明白な形態であったが，同じ目的は，限定的な独占権の付与など、特定の産業保護によっても達成されうる。

## マルクス主義
政治学・経済学における「搾取」は上記の第二義に近い意味で用いられる言葉であり、他人の労働の成果を無償で取得することを指す術語となっている。以下本項目においては、主にマルクス主義における用法を説明する。

### マルクス主義における用法
マルクス経済学では、生産手段をもたない生産階級（労働者など）が生産する労働生産物（商品やサービスなど）のうち、その生産者が社会的に生存していくのに必要な労働生産物以上の生産物（剰余生産物やサービスの一部）を、生産手段を所有する非生産階級（資本家など）が無償で収奪することを指して搾取と呼ぶ。

### 資本制以前の搾取
マルクス経済学においては原始共産制では、生産力が低く、搾取は存在しないとされ、奴隷制において奴隷主階級が奴隷階級を初めて搾取するとされる。封建制では領主階級が農奴階級を搾取するとされる。
原始共産制では、生産力が低く、搾取は存在しないということになっているが、搾取とはひとつの観念であり、人が人の労働の一部を私有するという観念の発生が持続したことによって人間を牛馬と同等もしくはその下と見た考え方が奴隷制である。
そこには他者の労働の一部を私有化するという行為がその根底にある。その観念がどのように発生してきたのかということを考えれば、マルクスが言うところの原始共産制社会の中で、その萌芽が現れていたという見方を現在の考古学上から窺い知れる範囲ではとることが出来る。
マルクスが言うところの原始共産制社会とは、考古学上では中石器時代後半の社会に該当するものである。現在の考古学では狩猟採集社会であるその時代を、生産力が低いとは決して見ていない。社会は家族関係の延長線上にある親族社会であり、その関係の観念が親族を他者とは考えないものとなっていることによって、この社会では搾取は行われない。つまり、現代社会でいえば、家族の中で搾取が行われないことと同じである。
搾取が発生し始めた社会、人間が栽培植物を発見し、本格的な植物栽培に乗り出したとき、つまり農耕の発生が始まった社会であり、そこから多くの余剰生産物が発生し、本来共同体全体の労働による余剰生産物であるにもかかわらず、一部の者がそれを私有として消費した時点が、他者の労働の一部を私有化したということになる。そのことが搾取の始まりと言える。
やがて時間の経過と共に余剰生産物を利用した特別な階層が固定化されてくる。そこでは他者の労働の私有化（搾取という観念）が発生してき、共同体の中で固定化されてくる。
その時代、土地はいくらでもあった。そこに人間の労働力を投下すればいくらでも農耕によって生産力を上げることが出来る。そこから他の部族の土地が狙われ、強い部族がその土地を侵略した、それと同時に捕虜とした他部族民を奴隷としたということである。
搾取とは、他者の労働の私有化そのものである。現在の社会までその観念が発生時点から継続してきたことにより、現代社会でも人間による人間の搾取は行われている。

### 資本制下における搾取
資本制下では、労働者階級は「労働の対価」としての「労賃」を等価交換で受け取っているという形態をとるので、一見、搾取は存在しないように見える。マルクス経済学では、古典派経済学は、労賃を「労働の対価」と見たために、搾取の存在と利潤（剰余価値）がどこから発生するかを見抜けずに、理論的破滅に陥ったとされる。なぜなら、原材料や機械の費用にあたる費用部分も等価交換し、「労働」にあたる費用部分（いわゆる「労賃」部分）も等価交換するのでは、どこからも利潤が生まれないからである。
カール・マルクスによる資本制下での搾取の暴露は、以下のようなものである。労働者は労働を販売するのではなく、一日（一定期間）の労働力を販売する。労働力は一日（一定期間）で消尽される。資本家は労働力を買ったときに、一日の使用権を得る。他の商品と同じように、労働力という商品を、どんなふうにどれだけ使うかは買い手の自由である。そして、労働力商品は、他の商品と唯一違った点をもっている特異な商品で、富（資本制下における価値）を生み出す特別な商品である。資本制下では価値の量は投下した労働量すなわち労働時間によって測られる。ゆえに、資本家は、まず、労働者を、労働者が社会的に生きていくのに必要な分だけ働かせる（必要労働）。これが労働力を再生産するのに必要な富の量、すなわち労働力商品の対価であり、「労賃」として現象する。つづいて、資本家は労働力商品の購入者としての権利を行使し、その必要労働分を超えて働かせる。この必要労働を超えて働かせた分が剰余労働であり、ここで生み出される価値を剰余価値という。資本制下における搾取は、この剰余価値の資本家階級による取得をさす。剰余価値は利潤の源泉である。この理論モデルによって、古典派の混迷の原因となった、商品経済の原則である等価交換原則を侵犯することなく、搾取を解明することが可能になった。
また、生産者が土地や機械などの生産手段から「解放」され、同時に封建的な身分拘束、土地への緊縛から「解放」されるという、二重の意味で「自由」な労働者が出現し、労働者が労働力を販売せざるをえないという歴史的段階になって初めて、資本主義的生産と搾取は可能になる。
マルクスの盟友エンゲルスは、剰余価値の発見を、史的唯物論の解明とならぶ「二大発見」と称した。マルクスは『共産党宣言』『賃労働と資本』などのころには搾取概念には到達しておらず、『資本論』1巻において初めてその解明に達した。『賃金・価格・利潤』にはその反映がある。

### マルクスの基本定理
マルクス以前にも、リカードは、価格が投下労働価値に比例する前提のもとでは、正の利潤の源泉が労働の搾取にあることを示していた。
マルクスはリカードの付与した条件を広げ、価格が投下労働価値ではなく、均等利潤率が成り立つ「生産価格」になったとしても、利潤の源泉が搾取された労働だと言えることを証明できたとした。これがいわゆる「転化問題」における「総計一致二命題の両立」である。
非マルクス派の経済学者は、ベームバベルク以来、この「転化問題」についてのマルクスの解決には欠陥があり、マルクスの主張は成り立たないことを再三にわたって主張、論証してきた。
マルクス経済学側の反論は、マルクスが『資本論』で行っているのは、転化問題の最初のステップであり、これだけは総計一致二命題が成り立つには確かに不十分であるが、マルクスがやろうとした計算を繰り返していけば、総生産価格と総価値は一致するはずだと反論した。しかし後年、転化問題を実際に最後まで解いてみると、「総計一致二命題」は両立しないことが明らかになった。現実の価格が投下労働価値に比例するのはごく限られた場合であるから、これによって、以降、利潤の源泉が労働の搾取だと言うマルクスの主張は理論的に正当化できず、客観的に立証不可能な信念の表明にすぎないことになってしまった。
ところが、1954年、置塩信雄が証明した「マルクスの基本定理」（この呼び名は英語で『マルクスの経済学』を著した森嶋通夫が命名したもの。証明者にちなんで、「置塩-シートン-森嶋の定理」と呼ばれることもある）は、ともかく正の利潤を発生させるような価格ならどんな価格であったとしても（つまり投下労働価値に比例した価格であろうとなかろうとも、また均等利潤率をもたらす生産価格であろうとなかろうとも）、そのもとで労働が搾取されていることを数学的定理として示した。このことは、マルクス主義の立場に立つ立たないを問わず、厳密な客観命題として、この定理の示す結論を（非マルクス派の経済学者にも）承認することを迫るものである。
また、この定理は、森嶋の著作等を通じて広まり、マルクス・ルネサンスと呼ばれる新しいマルクス経済学研究のマイル・ストーンともなった。
1980年代に入ると、一般的商品搾取定理が証明されるようになった。これは「マルクスの基本定理」を拡張し、労働搾取の存在と任意の商品の搾取の存在の同値性を示したものである。この定理により、「マルクスの基本定理」が示したとされる、労働の搾取が正の利潤の唯一の源泉である主張は根拠を失う（労働搾取は、労働商品でない任意の商品の「搾取」と取り替え可能となるから）、とされる。しかし，これについては，労働以外の財の投下価値規定は、労働価値説の立場からは意味がない旨の批判や、置塩と森嶋とは別の定式化をすることで総計一致２命題とマルクスの基本定理が成立し、一般的商品搾取定理が成立しないNew Interpretation学派の定理が最も妥当だとする意見もあり、やはり決着はついていない。

### 評価・批判
マルクス主義の搾取理論については、アルフレッド・マーシャル、オイゲン・フォン・ベーム＝バヴェルク、ヨーゼフ・シュンペーター、ジョン・メイナード・ケインズ、フリードリヒ・ハイエク、ジョーン・ロビンソン、マレー・ロスバード、ジョン・ケネス・ガルブレイス、宇沢弘文、根岸隆らの批判的評価がある。

## 日本法

### 労働基準法
日本の労働基準法では中間搾取が禁止されている（第6条）。同法では賃金や労働条件などについても規制されている。

### 優越的な立場の濫用
日本法的な意味合いでは、独禁法や公正取引委員会における「搾取行為（優越的地位濫用行為）」として、禁じられる行為。または、未成年者（児童）の性的搾取として禁じられる。